# Abu-Issa al-Isfahaní
Abu-Issa al-Isfahaní fou un jueu suposadament d'Esfahan a Pèrsia (per la seva nisba) que es va declarar messies.
La seva cronologia és incerta i se'l situa al regnat del califa Abd-al-Màlik ibn Marwan (685–705) i al de Marwan ibn Muhàmmad (744–750). La seva doctrina establia que les religions musulmana i cristiana eren reconegudes com a religions al costat de la jueva. La seva secta es va dir al-Isawiyya (el seguidors d'Isa) i va subsistir fins al segle x.
Abu Isa va morir en un enfrontament amb forces musulmanes. La data més probable sembla a l'entorn del 750.